# Celio Barros
Celio Barros est un entraîneur de football brésilien qui a été sélectionneur de l'équipe de République démocratique du Congo.

## Biographie
Barros dirige l'AS Vita Club,,.
Ensuite, il est nommé entraîneur-chef de l'équipe de République démocratique du Congo, poste qu'il occupe jusqu'en 1997,.